# Persparsia
Persparsia is een monotypisch geslacht van straalvinnige vissen uit de familie van glaskopvissen (Platytroctidae).

## Soort
- Persparsia kopua (Phillipps, 1942)